# Tupandi
Tupandi egy község (município) Brazília Rio Grande do Sul államában, a Caí folyó völgyében. Népességét 2022-ben 5029 főre becsülték.

## Története
A térség korai lakói guaranik voltak. 1791-ben Antônio Machado de Souza földadományként (sesmaria) szerezte meg a területet a portugál koronától, majd később eladta José Inácio Teixeirának. A Pareci tanyán élő Teixeira 1855-től a Caí folyó jobb partján elterülő birtokot telkek formájában kezdett eladni; az első telkeket a São José do Hortêncioból érkező Pedro Kuhn és Pedro Heck kapták meg. 1856-tól német bevándorlók érkeztek, 1860-ban húsz, 1866-ban már nyolcvan család élt a kialakult településen. 1866-ban kápolnát építettek, 1876-ban megalapították a helyi plébániát, 1879-re pedig felépült a Megváltó Krisztus plébániatemplom.
A helyet kezdetben São Salvadornak nevezték egy Salvador nevű portugál remete tiszteletére, aki a környéki erdőkben élt. 1900-ban Estação São Salvador néven São João de Montenegro kerületévé nyilvánították. 1938-ban Natal, majd 1944-ben Tupandi névre keresztelték.
1916-ban ferences nővérek érkeztek a városba, és 1932-ben megalapították a Szent Ferenc általános iskolát. Évekkel később az iskola az önkormányzat hatáskörébe került, és ma is működik. 1941-ben kórházat nyitottak, de mivel a kis településen nehézségekbe ütközött a fenntartása és az orvosok megtartása, 1963-ban idősotthon lett. 2007-ben az épületet a városi önkormányzat vásárolta meg, amely azóta kulturális és oktatási tevékenységekre használja.
1983-ban Tupandit átsorolták Bom Princípio község alá, annak kerületévé. 1988-ban függetlenedett és 1989-ben önálló községgé alakult.

## Leírása
Székhelye Tupandi, további kerületei nincsenek. A község területe 59,5 km2, amelyből 4,5 km2 városi és 55 km2 vidéki terület. A község a Caí völgyében található, 55 kilométerre északra Porto Alegretől. A községközpont tengerszint feltti magassága 62 méter, a község átlagos magassága 190 méter, legmagasabb pontja 500 méter. Éghajlata szubtrópusi. Gazdaságának legnagyobb részét az ipar teszi ki. A turizmus tekintetében úttörő szerepet játszik Rio Grande do Sulban a lakókocsik és lakóautók számára kialakított telephelyek létesítésében, emellett a vidéki turizmus is egyre inkább fejlődik. A városban található a Schoffen-ház (Casa Schoffen), amelyet Gunter Weimer építész az egyik legkisebb létező favázas háznak tart.